# キャシュフェ・ヘジャーブ

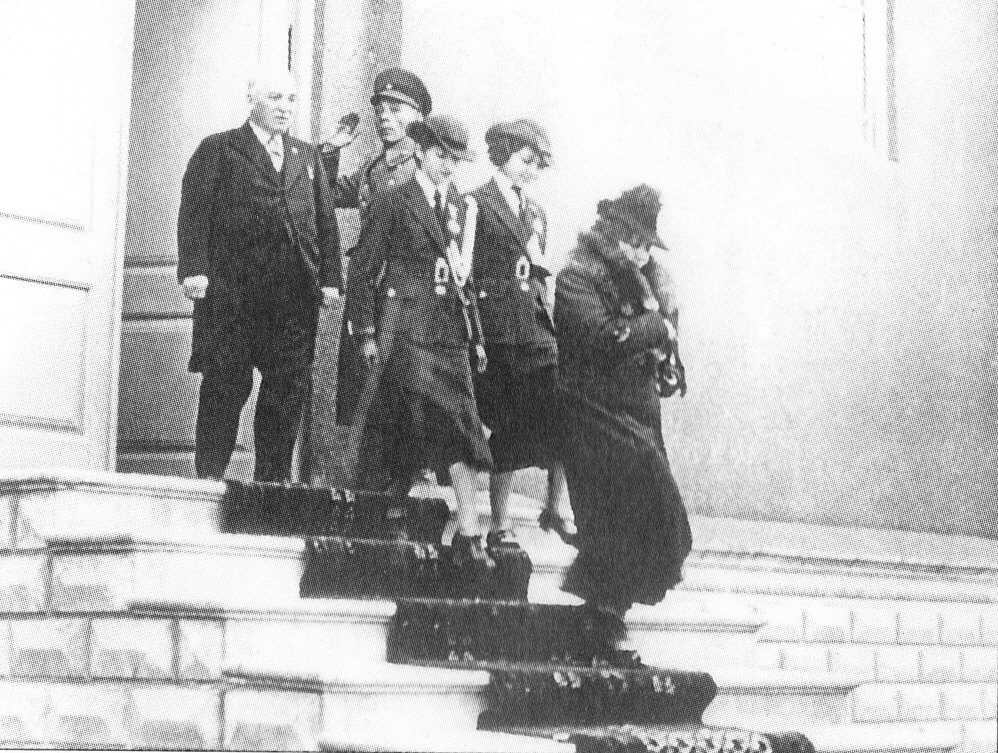
レザー・シャーとその妃タージョルモルク、シャムス王女とアシュラフ王女。1936年1月8日。

キャシュフェ・ヘジャーブ（Kashf-e hejab）は、1936年1月8日に、欧化主義者だったパハラヴィー朝イランのレザー・シャーが宣言した「女性解放政策」のひとつである。字義どおりには「ヘジャーブ（女性が被るヴェール）を脱ぐこと」を意味し、宣言は速やかに実効化され、ヘジャーブ着用が禁止された。政府は男性が着用する伝統服をも種類を制限した。レザー・シャーによるキャシュフェ・ヘジャーブ宣言以後、ヘジャーブ着用をめぐる議論が政治問題化し、服装規定がイラン政治のさまざまな領域に影響を及ぼす問題になった。

## 背景
1936年にレザー・シャーはヘジャーブ着用を禁止し、イラン国民の洋装を奨励した。これは、服装が民族（tribe）、地域、宗教、所属階級の違いを如実に表していた当時のイランを統合し、国民国家を形成しようとする努力の一環であった。
シャーの政策は、トルコに範をとり、国家の近代化の一方策として女性の社会進出の機会を増加させることを意図していた。王妃や王族女性が、社会に参加する女性のロールモデルとして公務をこなすことでシャーの政策を後押しし、キャシュフェ・ヘジャーブ政策においても同様にロールモデルを演じていくことになった。
ヘジャーブを着用しない女性の増加は、女性の社会参加の達成度合いを測る象徴的意味を持つため、シャーは社会に動揺を与えないよう改革を慎重に進めていった。1930年代中頃、ヘジャーブを着用せず公的空間へ出かけて行ったイラン女性の数は、女性人口650万人中たったの4000人であり、そのほぼ全員がテヘラン在住、且つ、西洋式教育を受けた上流階級の娘か、ヨーロッパへ行った留学生や実業家が現地で結婚したヨーロッパ人配偶者か、マイノリティ出身の中流階級女性のいずれかであった。
1933年には女性教育者（先生）にヘジャーブの非着用が勧められ、1935年にはその対象が女生徒にまで拡大された。イラン政府は1935年にカーヌーネ・バーノヴァーン（Kānūn-e bānovān）を組織し、政策の浸透にあたらせた。カーヌーネ・バーノヴァーンは字義通りには「女性庁」のような意味の組織名を持つ組織で、女権拡大活動家がキャシュフェ・ヘジャーブ政策のキャンペーンを行った。

## 宣言

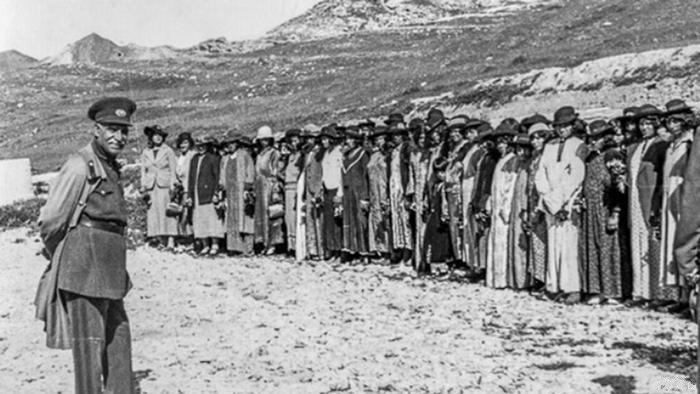
キャシュフェ・ヘジャーブ政策の成果を確認するレザー・シャー

キャシュフェ・ヘジャーブの公式宣言は1936年1月8日になされ、宣言においては王妃や王女に重要な役割が与えられた。その日、レザー・シャーに伴われてテヘランの師範学校の卒業式に出席した王妃と二人の娘は、ヘジャーブを着用せず、洋装で式に臨んだ。王妃が卒業証書を手渡し、シャーは、全人口の約半分がこれまで軽視されてきた、未来は女性たちの手の内にある、と演説した。式典後、シャーは王妃と娘たちとともに写真を撮り、それを公開した。
キャシュフェ・ヘジャーブ宣言を実効化させるため、公の場にいる女性からヘジャーブを脱がせるよう、警察に指示が下され、拒否した女性には罰が与えられたり家宅捜索を受けたりした。 
レザー・シャーが退位する1941年まで、多くの保守的な女性が、面倒を避けるため単純に家を出ないという選択をした。その一方で、キャシュフェ・ヘジャーブを拒み、自死をした女性もわずかながらもいる。キャシュフェ・ヘジャーブよりも大規模な暴動を引き起こしたのが、1935年夏の、男性に対する服装規定の制定である。レザー・シャーはすべての男性がヨーロッパ風の山高帽を被るように求めた。6月にマシュハドで大規模な非暴力デモが起きると、イラン帝国軍により暴力的に鎮圧され、100～500人が死亡した。 

## 評価
イランのフェミニストは一般的に、当初の内はキャシュフェ・ヘジャーブに肯定的であった。ハディージャ・アフザル・ヴァズィーリー、セッディーゲ・ドウラターバーディーといった活動家は、キャシュフェ・ヘジャーブを支持するキャンペーンに参加した。ドウラターバーディーは、前出のカーヌーネ・バーノヴァーンに参画した積極的な改革推進派である。シャーの娘、シャムス王女が率いたカーヌーネ・バーノヴァーンは、政府主導により複数の女性団体を合併し、キャスフェ・ヘジャーブ政策を準備するために設立された。ハージャル・タルビヤート、パルヴィーン・エーテサーミー、ファッロフルー・パールサーといった女性たちもカーヌーネ・バーノヴァーンに参加した。その一方で、キャシュフェ・ヘジャーブ政策に反対したフェミニストもおり、彼女らはキャシュフェ・ヘジャーブを強制されることに反対したのであって、キャシュフェ・ヘジャーブそれ自体には賛成であった。
もしキャシュフェ・ヘジャーブがイラン女性たち自身により始められていたとしたら、改革はさらに前進していたはずであると主張した西洋の歴史学者もかつてはいたが、ヘジャーブの禁止は多くのイラン女性に恥ずかしい思いをさせ、違和感を感じさせるものであった。これは例えるなら、ヨーロッパ女性に突然、乳首を露出させて通りへ出ることを命令するようなものであった。また、レザー・シャーのヘジャーブ禁止令は、トルコのアタテュルクには見られない政策であることを指摘した歴史学者もいる（トルコでは禁止令を導入することなく、服装の近代化に成功した）。
レザー・シャーの政策の影響は長く続き、服装をいかなるものにするかが、イラン政治全体を巻き込む問題になった。1941年のレザー・シャー退位時には、フェダーイヤーネ・エスラームのような宗教的保守派が、ヘジャーブ着用の義務化と非着用女性への罰則を求めた。次代のシャー、モハンマド・レザー・パハラヴィーは、ヘジャーブを着用するかしないかを女性自身が決められるようにした。上流階級と中流階級女性はもはやヘジャーブを一切かぶらず、女性教師や看護師のような専門職は職場ではヘジャーブを脱ぎ、家に帰るときは着用するという状況で、ヘジャーブが所属階級を視覚化する指標になった。
チャードルは後進性の象徴であり下流階級に属することを示すかのように受け止められ、着用女性が社会的上昇を試みるうえで大きな障害になった。着用女性はわずかな教育しか受けていない宗教的保守派の家庭で育ったと思われ、一方で、非着用女性は教育を受けた中・上流階級に属する専門職女性であると思われるようになった。
公的機関がヘジャーブ着用を非推奨するにつれ、着用女性への差別が広がり、着用女性の入店を拒否するレストランも現れた。この時期は、ヘジャーブ着用を後進性の象徴と考えるマイノリティと、そのような考えを持たないマジョリティとにきっぱりと二分されていた点に特徴がある。  
1970年代、ヘジャーブはパハラヴィー朝の近代化政策と支配を拒否するものと考えられるようになり、一種の政治的シンボルと化した。中産階級の職業女性がパハラヴィー朝レジームへの抵抗のしるしとして、自ら進んでヘジャーブを着用し始めた。